# Globus
Globus（グローバス）は、複数のコンピュータやストレージシステムをつなぐグリッドソフトウェアの開発を進める団体。

## 概要
アルゴンヌ国立研究所、南カリフォルニア大学の情報科学研究所、そしてシカゴ大学というアメリカ合衆国の3つの組織が1995年に設立した。その後ヨーロッパから、スコットランドのエディンバラ大学とスウェーデン並列コンピュータセンターという2つの組織が、重要なパートナーとして参加した。
Globusによって開発されたGlobusツールキットは、グリッド・コンピューティングを構成するためのオープンソースミドルウェアである。
Globusが提供するプロトコルには次のような物がある。
- 資源管理 (グリッド資源管理プロトコル：GRAM、Grid Resource Management Protocol)
- 情報サービス (監視と発見サービス：MDS - Monitoring and Discovery Service)
- データ移動と管理 (二次記憶への広域アクセス：GASS - Global Access to Secondary storage)
- GridFTP

## その他
日本のRWCP（Real World Computing Project）で開発された、並列分散コンピュータ技術分野からの派生である、シームレス設計技術も盛り込んで、Globusツールキット2.0仕様が策定された。XML WebサービスベースのOGSI（Open Grid Services Infrastructure）の上に再構築されたGlobusツールキット3を経て、WSRF（WS-Resource Framework）ベースのGlobusツールキット4がリリースされた。Globusツールキット5はWebサービスベースの部分を含まず、リソース管理のモジュールGRAM5はバージョン2系列のGRAM2を強化したものになる 。その後Globusツールキット6までリリースされたが、2018年1月をもってGlobusツールキットの開発は終了した。